# Apărarea Japoniei
Apărarea Japoniei reflectă situația unică în care se află Japonia, de a fi una dintre țările cu o lungă tradiție de a se folosi de forța militară pentru rezolvarea conflictelor politice în trecut, și de a fi una dintre marile puteri economice în prezent, dar care se opune dezvoltării unei capabilități militare proprii pentru o proiecție de forță.
Articolul 9 al Constituției japoneze interzice Japoniei să posede arme nucleare sau alte arme ofensive sau să fie  în afara granițelor țării. În afară de legitimă apărare, articolul 9 spune că dreptul la beligerență a statului nu va fi recunoscut. 
Japonia are așa-numite „Forțe de auto-apărare” (自衛隊 (Jieitai?) care se află sub controlul Ministerului Apărării.
Politica de apărare națională a Japoniei se bazează pe menținerea Tratatului de cooperare mutuală și securitate cu Statele Unite ale Americii, semnat prima dată în 1960, care prevede ca Statele Unite ale Americii să participe la apărarea Japoniei în caz că ar fi atacată.